# Фукурокудзю

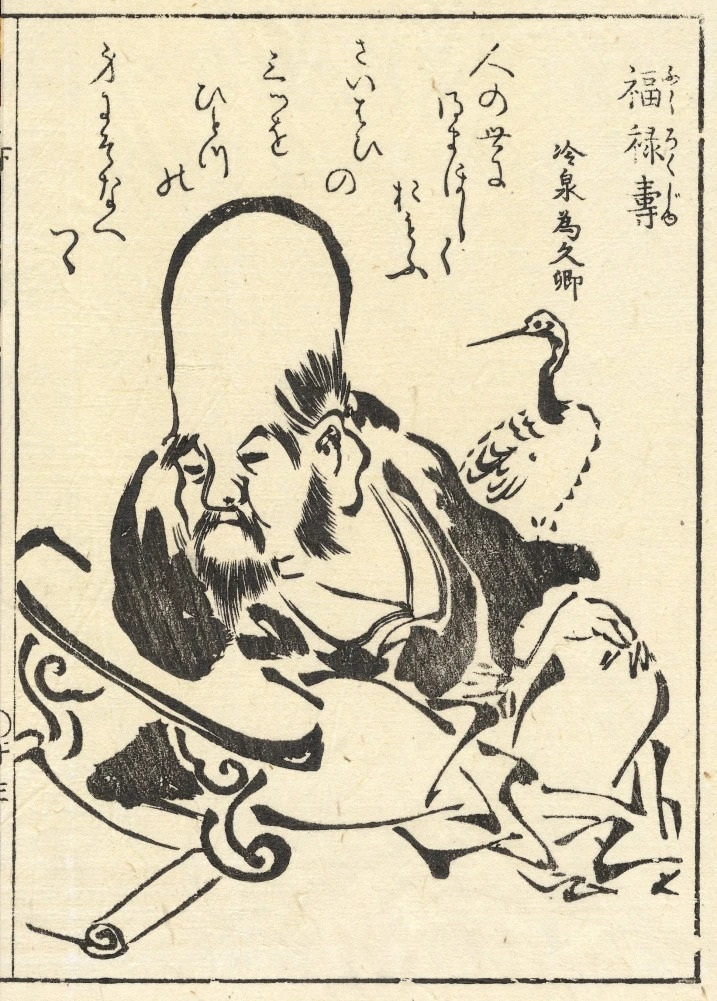
Татибана Морикуни, Фукурокудзю, японский бог счастья и мудрости

Фукурокудзю  (яп. 福禄寿) — ками, один из семи японских богов счастья. Был заимствован синтоизмом из китайского даосизма. В его имени синтезированы три цели. «Фуку» (кит. трад. 福, пиньинь fú, палл.: фу) означает «счастье», «року»  (кит. трад. 禄, пиньинь lù, палл.: лу) — «служебное благополучие», а «дзю» (кит. трад. 壽, упр. 寿, пиньинь shòu, палл.: шоу) — «долголетие» и по возможности бессмертие. Порою, как и другой бог счастья, Дзюродзин, изображается в виде типичного даосского святого Шоу-сина, что вносит путаницу в их идентификацию. Фукурокудзю считается богом-повелителем южной Полярной звезды. Он живет в собственном дворце, окруженном благоухающим садом. В этом саду, кроме всего прочего, растет и трава бессмертия. Фукурокудзю, единственному из всех Семи богов счастья, приписывают способность оживлять умерших.

## Изображение
Фукурокюдзю — бородатый и усатый старец небольшого роста с неестественно высоким лбом и лысой вытянутой головой, втрое большей, чем его тело. Это наводит некоторых толкователей экзотерической символики на фаллические ассоциации. Некоторые считают это символом накопления опыта за многие прожитые века. Фукурокудзю обычно носит классические одеяния китайских ученых, в руке он держит посох с прикрепленным к нему свитком. Кроме обычного посоха, иногда Фукурокудзю изображается с веером в руках. При этом подразумевается созвучие слов «веер» и «добро» в китайском языке. Данный веер может быть использован богом как для изгнания злых сил, так порой и для воскрешения мертвых. Зачастую рядом с ним можно встретить изображение черепахи или же журавля — даосских символов долголетия. В скульптуре руки Фукурокудзю обычно скрыты в широких рукавах.

## Происхождение
Образ Фукурокудзю, вероятно, происходит от героя стариной китайской легенды о даосском святом (сянжэнь, яп. сэннин 仙人), известном своими чудесами, способным прожить без пищи и воды в тяжелый период Северной династии Сун (960—1279 гг.). В Китае этот отшельник (его также называли Дзюродзином) считался воплощением сил Южной Полярной звезды.
Изначально Фукурокудзю не был включен в число Семи богов счастья – его место занимала богиня удачи, красоты и успеха Китидзитэн, однако теперь он признанный член семьи Семи богов счастья.
По другим источникам, происхождение Фукурокудзю может лежать в истории Янчэна (яп. Юсэй 陽城), советника императора У (яп. 武帝 Бутэй, 464—549 гг.) династии Лян. Согласно ей, Фукурокудзю посоветовал императору прекратить призывать в армию невольников из некой провинции и таким образом заработал репутацию бога счастья в этом регионе. 

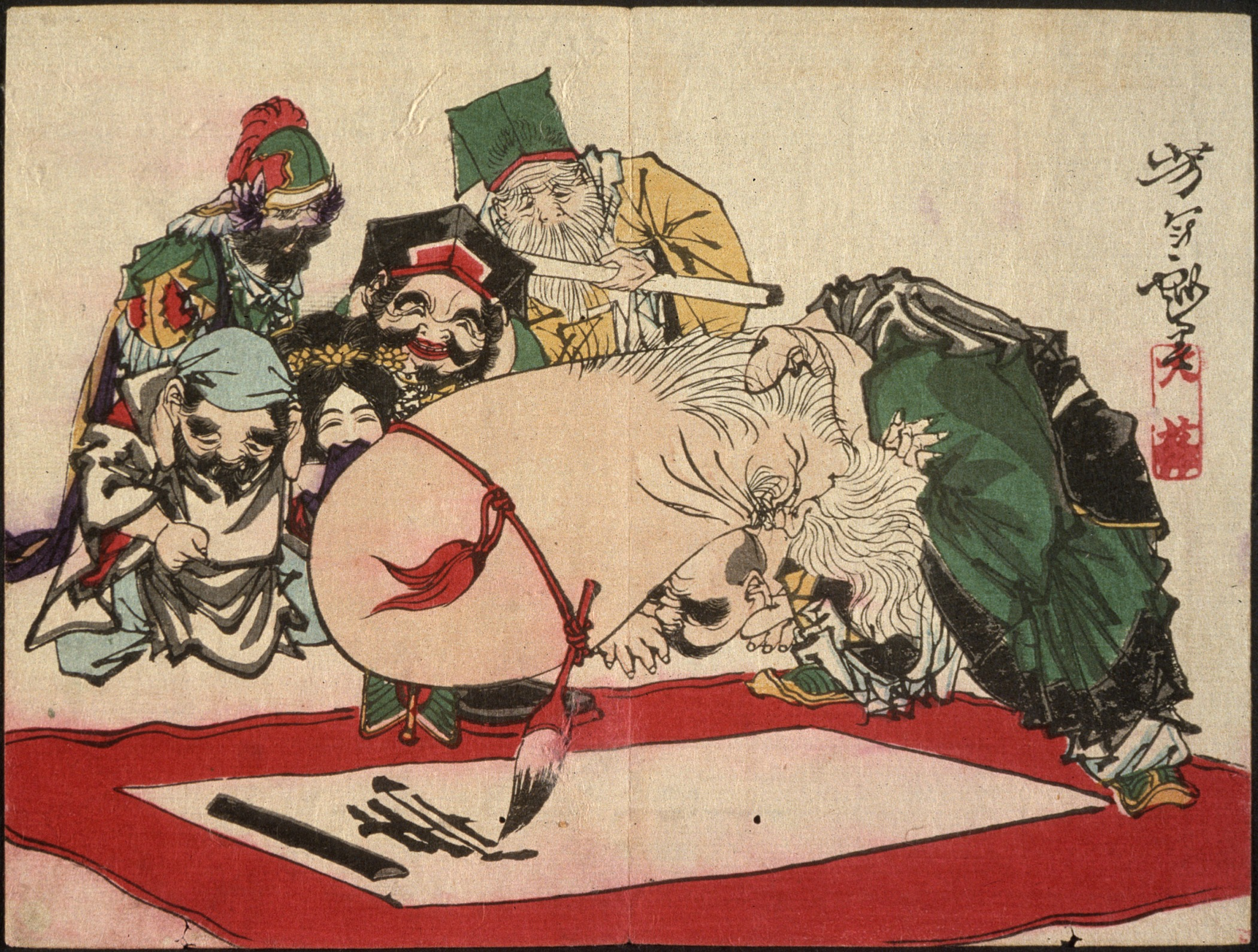
Цукиока Ёситоси "Фукурокудзю, пишущий своей головой"

## Поклонение
Храм Горё — святыня города Камакура и одно из мест паломничества к Семи богам счастья. В сокровищнице храма хранятся 10 масок с гиперболизированными чертами лица и яркой мимикой. Одна из масок принадлежит Фукурокудзю. Ежегодно с 18 по 23 сентября в храме проходит фестиваль, во время которого костюмированная процессия из местных жителей демонстрирует эти маски на своих лицах. Эта традиция возникла во времена Минамото но Ёритомо, который основал сёгунат в Камакуре. Фестивальное шествие является нематериальным культурным достоянием префектуры Канагава.